# Mocsolyás-patak
Mocsolyás-patak är ett vattendrag i Ungern.   Det ligger i provinsen Heves, i den norra delen av landet, 110 km nordost om huvudstaden Budapest.